# فوغهورن ليغهورن
فوغهورن ليغهورن (بالإنجليزية: Foghorn Leghorn)‏ (الاسم الكامل فوغهورن جاي. ليغهورن وفق القصص المصورة التي أنتجها الاستوديو) شخصية ظهرت في سلسلة لووني تونز وميري ميلوديز من وارنر براذرز. ابتكرها المخرج روبرت مككمسون.

## مقدمة
فوغهورن ليغهورن هو ديك بالغ ضخم ذو بنية بشرية يتكلم بلهجة حادة من فرجينيا أو كنتاكي وطبعه ميال للأذية. ظهر لأول مرة في فيلم هنري هوك بعنوان واكي توكي هوكي (1946). جميع أفلام كارتون فوغهورن ليغهورن كانت من إخراج روبرت مككمسون ليتنافس مع تاسماينيان ديفل على أشهر شخصية ارتبطت بالمخرج مككمسون.
معظم مقالب ليغهورن ارتبطت مع عدوه اللدود الكلب المعروف حاليا باسم بارنيارد داوغ (رغم أن أوراق التصاميم نصت على أن اسمه جورج بي. دوغ). بعكس المنافسة التي جرت مع شخصيات لووني تونز الأخرى، يكون فوغهورن هو البادئ في الأذية لتسلية نفسه لينتهي خاسرا فيما بعد. من أشهر تلك المقالب عندما يضرب فوغهورن الكلب النائم بلوح خشبي. يقوم الكلب بمطاردة الديك جاريا مع حبل مربوط ببيته حتى يشد الحبل على عنقه. أحيانا ما يبدأ الكلب بمقالبه ليصعب تحديد من الذي يفتعل النزاع.
في بعض العروض يظهر ابن عرس يسمى ويلي محاولا اصطياد الديك لينتهي حليفا له في الوقوف ضد الكلب.
عروض أخرى يظهر فيها هنري هوك محاولا اصطياد فوغهورن، كما يظهر فوغهورن في عروض أخرى متوددا إلى الدجاجة الأرمل ميس بريسي (غالبا بمجالسة طفلها المولع بالكتب إيغهيد جونيور).

## الشخصية
صوت فوغهورن ابتكره ميل بلانك، ثم تولى من بعده جو ألاسكي، بيل فارمر، غريغ بورسون، جيف بينيه وفرانك غورشن.
العبارات الشائعة لدى فوغهورن مقتبسة من شخصية سيناتور كلاغهورن السياسي ذو الأصول الجنوبية الذي شارك في برنامج الراديو فريد آلين. مثل تلك العبارات «ذاتس أ جوك... أي ساي، ذاتس أ جوك، سن» كانت معروفة في وقتها بين الجماهير، أما الآن فلا.
كلمة ليغهورن تعني سلالة نوع من الدجاج ذات الأصول الإيطالية، أما فوغهورن تعني الصفارة ذات شكل البوق والكلمة تعكس مدى الإزعاج من الصوت الذي يخرج، يتشابه هذا الصوت الأجش مع صوت شخصية أخرى هي يوسيميتي سام (من ابتكار فريز فريلينغ).

## السنوات المتأخرة
ظهر فوغهورن بدور بسيط في فيلم هو فريمد روجر رابيت في المشهد الأخير في مصنع مارفن أكمي. كما ظهر في فيلمين قصيرين من إخراج تشاك جونز في التسعينات سوبيريور داك (1996) وبوليت سربرايز (1997) بصوت فرانك غورشن. كما شارك في فيلم سبيس جام كلاعب في فريق كرة السلة، وشارك في فيلم لووني تونز: باك إن أكشن.
ظهر فوغهورن في عدة إعلانات تجارية منها إعلانات لمطاعم كنتاكي.

## روابط خارجية
- فوغهورن ليغهورن على موقع ميوزك برينز (الإنجليزية)
- فوغهورن ليغهورن على موقع ديسكوغز (الإنجليزية)